# Альтеа Лорен
Альтеа Лорен (фр. Althéa Laurin, нар. 1 вересня 2001) — французька тхеквондистка, олімпійська чемпіонка 2024 року, бронзова призерка Олімпійських ігор 2020 року.

## Виступи на Олімпіадах
| Олімпіада  | Дисципліна  | Місце |
| ---------- | ----------- | ----- |
| Токіо 2020 | понад 67 кг | 3     |
| Париж 2024 | понад 67 кг | 1     |